# Heterocompsa stellae
Heterocompsa stellae là một loài bọ cánh cứng trong họ Cerambycidae.